# Marlon Roudette

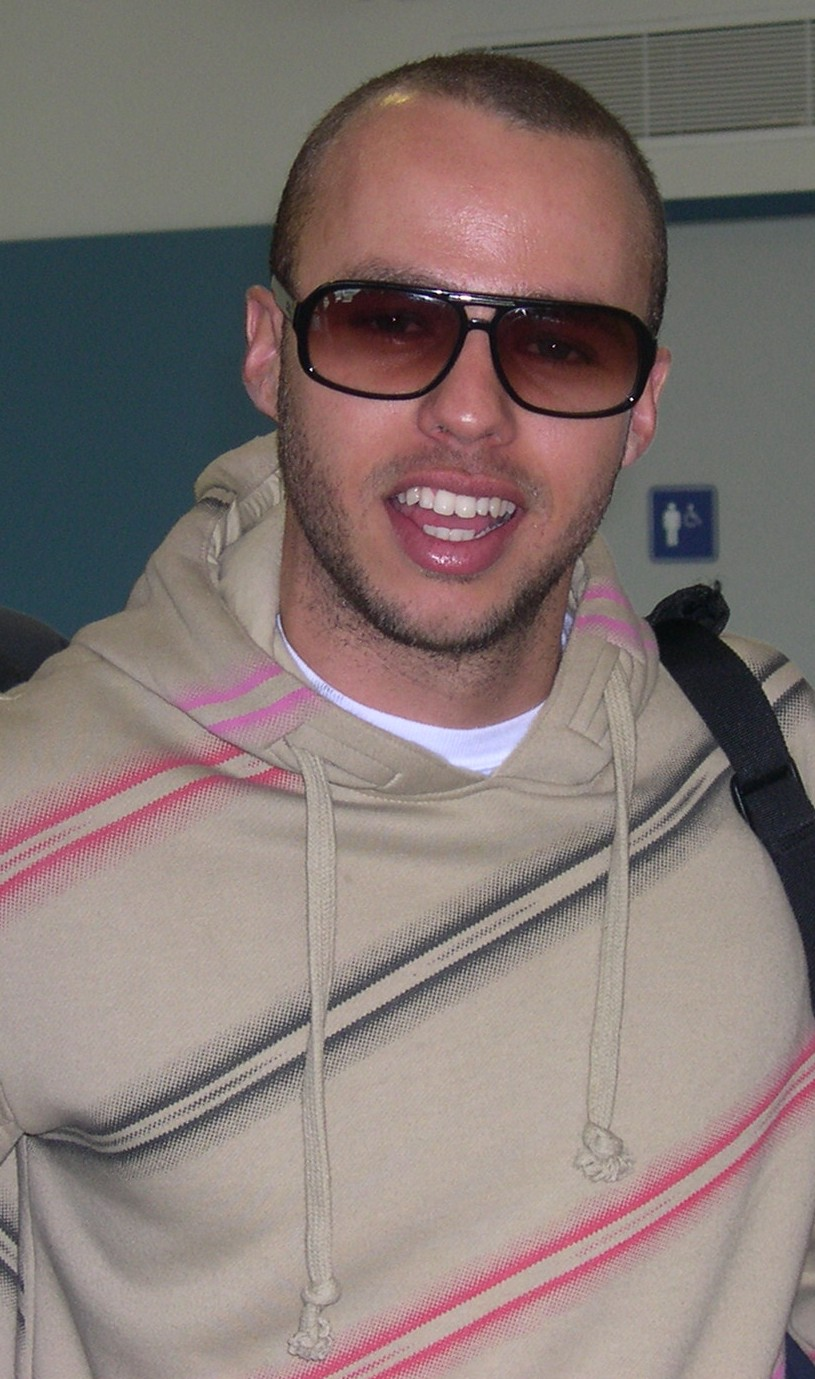
Marlon Roudette (2012)

Marlon Roudette (* 5. Januar 1983 in London als Marlon McVey-Roudette) ist ein britischer Musiker und Singer-Songwriter. Er lebte ab seinem sechsten Lebensjahr auf St. Vincent (Karibik). Bekanntheit erlangte er als Teil des Duos Mattafix, dessen Nummer-eins-Hit Big City Life er schrieb.

## Leben und Karriere
Marlon Roudette ist der Sohn der Designerin Vonnie Roudette und Cameron McVey, dem Produzenten von Bands wie Massive Attack, Portishead, All Saints, Sugababes und der Sängerin Neneh Cherry, die jetzt Roudettes Stiefmutter ist. Roudette wurde durch Musik von Gregory Isaacs und von Massive Attack beeinflusst. Außerdem inspirierten ihn Sam Cooke, Aretha Franklin und Sade. Seine Musik ist eine Mischung aus Pop und Reggae. Er spielt neben der Steel Pan, seinem ersten Instrument, auch Gitarre sowie Keyboard.
Im Jahr 2003 war er Mitgründer des Duos Mattafix, das mit der Debütsingle Big City Life im Jahr 2005 seinen größten Hit hatte. Die letzte Veröffentlichung des Duos erschien 2008, seit 2011 ist Marlon Roudette als Solokünstler aktiv.
Am 16. August 2011 erschien der Song New Age aus dem Film What a Man von Matthias Schweighöfer. Er erreichte Platz eins in Deutschland, der Schweiz und Österreich. Das zugehörige Album Matter Fixed erreichte ebenfalls hohe Chartpositionen. Es folgten die Singles Anti Hero (Brave New World), die ebenfalls hohe Chartpositionen erzielte, und Hold on Me.
Am 8. August 2014 wurde das Album Electric Soul veröffentlicht. Die erste Single daraus, When the Beat Drops Out, erschien vorab am 18. Juli 2014 und stieg direkt auf Platz eins der deutschen Singlecharts ein. Der Song wurde unter anderem mit Gail Mosley und Jan Vollers produziert und das Video wenige Zeit später durch Director Alexander Brown aufgenommen. Roudette ist bei der Universal Music Group unter Vertrag.
Heute lebt er mit seiner Frau und seinen beiden Kindern in Wangen bei Olten, Schweiz.

## Diskografie

### Studioalben
| Jahr | Titel         | Höchstplatzierung, Gesamtwochen, AuszeichnungChartplatzierungen (Jahr, Titel, Platzierungen, Wochen, Auszeichnungen, Anmerkungen) | Höchstplatzierung, Gesamtwochen, AuszeichnungChartplatzierungen (Jahr, Titel, Platzierungen, Wochen, Auszeichnungen, Anmerkungen) | Höchstplatzierung, Gesamtwochen, AuszeichnungChartplatzierungen (Jahr, Titel, Platzierungen, Wochen, Auszeichnungen, Anmerkungen) | Anmerkungen                             |
| Jahr | Titel         | DE | AT | CH | Anmerkungen                             |
| ---- | ------------- | --- | --- | --- | --------------------------------------- |
| 2011 | Matter Fixed  | DE6 (16 Wo.)DE | AT27 (10 Wo.)AT | CH33 (23 Wo.)CH | Erstveröffentlichung: 2. September 2011 |
| 2014 | Electric Soul | DE16 (7 Wo.)DE | AT26 (1 Wo.)AT | CH4 (9 Wo.)CH | Erstveröffentlichung: 8. August 2014    |

### EPs
- 2011: Riding Home

### Singles
| Jahr | Titel Album                                            | Höchstplatzierung, Gesamtwochen, AuszeichnungChartplatzierungen (Jahr, Titel, Album, Platzierungen, Wochen, Auszeichnungen, Anmerkungen) | Höchstplatzierung, Gesamtwochen, AuszeichnungChartplatzierungen (Jahr, Titel, Album, Platzierungen, Wochen, Auszeichnungen, Anmerkungen) | Höchstplatzierung, Gesamtwochen, AuszeichnungChartplatzierungen (Jahr, Titel, Album, Platzierungen, Wochen, Auszeichnungen, Anmerkungen) | Höchstplatzierung, Gesamtwochen, AuszeichnungChartplatzierungen (Jahr, Titel, Album, Platzierungen, Wochen, Auszeichnungen, Anmerkungen) | Anmerkungen                                               |
| Jahr | Titel Album                                            | DE | AT | CH | UK | Anmerkungen                                               |
| ---- | ------------------------------------------------------ | --- | --- | --- | --- | --------------------------------------------------------- |
| 2011 | New Age Matter Fixed                                   | DE1 ×3Dreifachgold · (34 Wo.)DE | AT1 Platin · (25 Wo.)AT | CH1 Gold · (36 Wo.)CH | UK90 (2 Wo.)UK | Erstveröffentlichung: 20. Juli 2011 Verkäufe: + 505.000   |
| 2012 | Anti Hero (Brave New World) Matter Fixed               | DE6 Gold · (17 Wo.)DE | AT5 (14 Wo.)AT | CH11 (12 Wo.)CH | — | Erstveröffentlichung: 20. Januar 2012 Verkäufe: + 150.000 |
| 2014 | When the Beat Drops Out Electric Soul                  | DE1 Platin · (30 Wo.)DE | AT2 Gold · (20 Wo.)AT | CH2 Gold · (30 Wo.)CH | UK7 Platin · (21 Wo.)UK | Erstveröffentlichung: 18. Juli 2014 Verkäufe: + 1.160.000 |
| 2015 | Everybody Feeling Something Electric Soul (Re-Edition) | DE55 (6 Wo.)DE | AT47 (5 Wo.)AT | — | — | Erstveröffentlichung: 28. August 2015 feat. KStewart      |

Weitere Singles
- 2012: Hold on Me
- 2014: Flicker
- 2017: Ultra Love
- 2023: No Water

## Auszeichnungen für Musikverkäufe
| Goldene Schallplatte - Dänemark - 2015: für die Single When the Beat Drops Out - Italien - 2017: für die Autorenbeteiligung und Produktion Big City Life (Mattafix) - Neuseeland - 2005: für die Autorenbeteiligung und Produktion Big City Life (Mattafix) - Niederlande - 2012: für die Single New Age - Österreich - 2006: für die Autorenbeteiligung und Produktion Big City Life (Mattafix) - Vereinigtes Königreich - 2019: für die Autorenbeteiligung Ring Ring (Jax Jones feat. Mabel & Rich the Kid) | Platin-Schallplatte - Australien - 2015: für die Single When the Beat Drops Out - Deutschland - 2006: für die Autorenbeteiligung und Produktion Big City Life (Mattafix) - Italien - 2014: für die Single When the Beat Drops Out - Schweiz - 2006: für die Autorenbeteiligung und Produktion Big City Life (Mattafix) - Vereinigtes Königreich - 2018: für die Autorenbeteiligung Finders Keepers (Mabel & Kojo Funds) - 2019: für die Autorenbeteiligung Fine Line (Mabel feat. Not3s) |

Anmerkung: Auszeichnungen in Ländern aus den Charttabellen bzw. Chartboxen sind in ebendiesen zu finden.
| Land/RegionAuszeichnungen für Musikverkäufe (Land/Region, Auszeichnungen, Verkäufe, Quellen) | Gold       | Platin       | Verkäufe  | Quellen                   |
| -------------------------------------------------------------------------------------------- | ---------- | ------------ | --------- | ------------------------- |
| Australien (ARIA)                                                                            | —          | Platin1      | 70.000    | aria.com.au               |
| Dänemark (IFPI)                                                                              | Gold1      | —            | 30.000    | ifpi.dk                   |
| Deutschland (BVMI)                                                                           | 2× Gold2   | 3× Platin3   | 1.300.000 | musikindustrie.de         |
| Italien (FIMI)                                                                               | Gold1      | Platin1      | 55.000    | fimi.it                   |
| Neuseeland (RMNZ)                                                                            | Gold1      | —            | 7.500     | aotearoamusiccharts.co.nz |
| Niederlande (NVPI)                                                                           | Gold1      | —            | 10.000    | nvpi.nl                   |
| Österreich (IFPI)                                                                            | 2× Gold2   | Platin1      | 60.000    | ifpi.at                   |
| Schweiz (IFPI)                                                                               | 2× Gold2   | Platin1      | 60.000    | hitparade.ch              |
| Vereinigtes Königreich (BPI)                                                                 | Gold1      | 3× Platin3   | 2.200.000 | bpi.co.uk                 |
| Insgesamt                                                                                    | 11× Gold11 | 10× Platin10 |           |                           |